# Cabo Decepción
El Cabo Decepción o Cabo Desengaño (según la toponimia argentina) (en inglés: Cape Disappointment) es un cabo que forma el extremo sur de la isla San Pedro del archipiélago de las islas Georgias del Sur. 
Se trazó primero y fue nombrado así en 1775 por una expedición británica al mando de James Cook, ya que al llegar a esta posición la tripulación estaba decepcionada al darse cuenta de que San Pedro era una isla y no un continente. Cerca de aquí se encuentra la Isla Verde.
En el islote al oeste de este accidente geográfico esta uno de los puntos que determinan las líneas de base de la República Argentina, a partir de las cuales se miden los espacios marítimos que rodean al archipiélago.